# 科帕尼夫卡 (烏克蘭)
50°36′2″N 28°40′46″E / 50.60056°N 28.67944°E
科帕尼夫卡（烏克蘭語：Копанівка），是烏克蘭北部的村莊，隸屬日托米爾州的日托米爾區。該村始建於1611年，面積4.44平方公里，2001年人口114，人口密度每平方公里25.68人。